# 保良局馬錦明夫人章馥仙中學

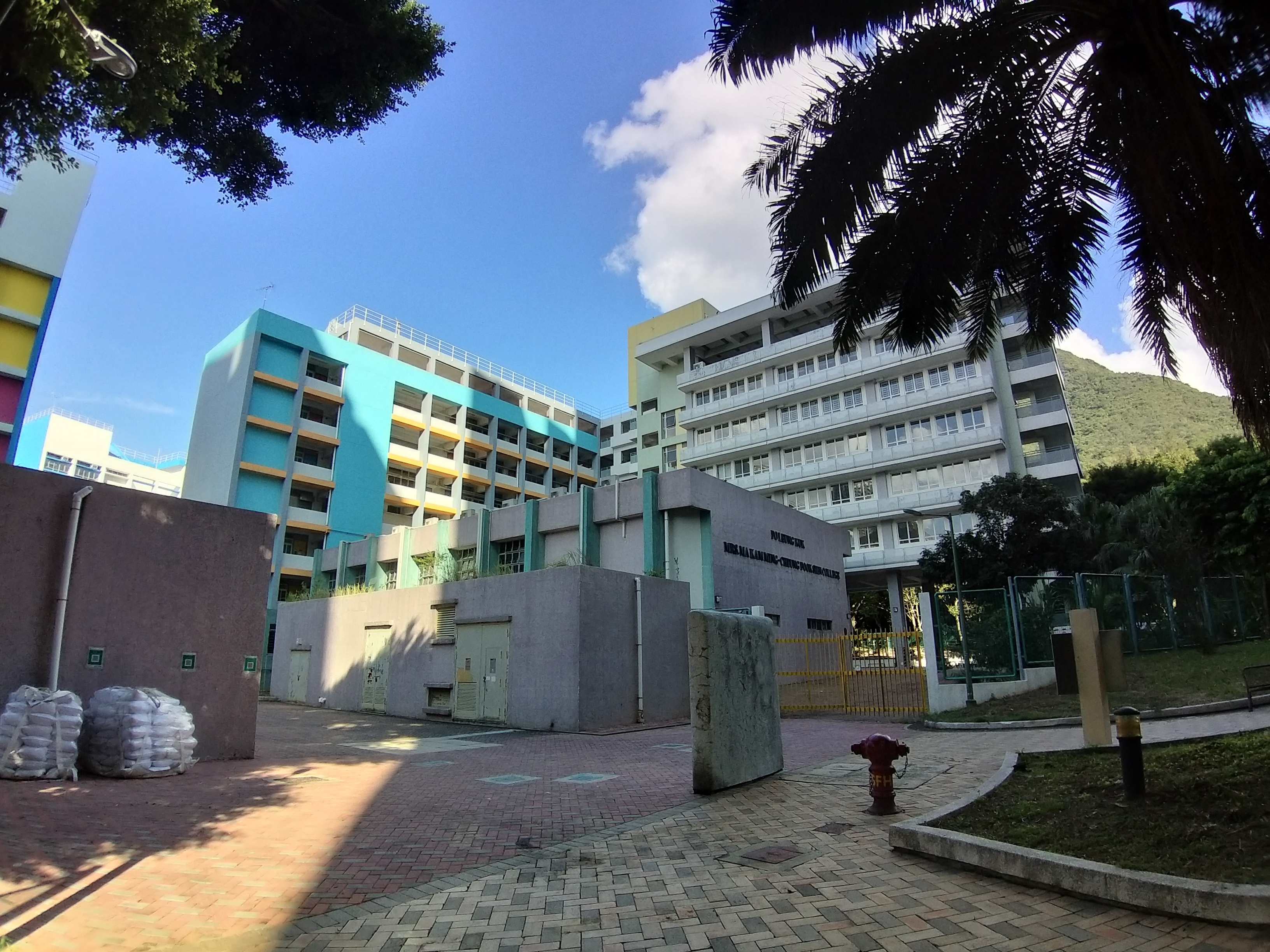
校舍西南面

保良局馬錦明夫人章馥仙中學（英語：Po Leung Kuk Mrs. Ma Kam Ming-Cheung Fook Sien College，簡稱章中）位於香港大嶼山東涌富東邨 ，為一所政府津貼全日制男女中學，於1997年創校。保良局顧問馬錦明博士為表示對其夫人之誠愛，慷慨捐出港幣500萬元資助開辦該校，亦藉此為社會培育人才。保良局為感其高義，遂命名該校為「馬錦明夫人章馥仙中學」，以彰善德。該校現任校長為柯玉琼，副校長為鄭健華及劉俊偉，助理校長為梁煥儀。

## 辦學宗旨
保良局馬錦明夫人章馥仙中學秉承保良局的優良辦學傳統，「德、智、體、群、美」五育並重：以引導、啟發為經，激發學生學習興趣及潛能；以身教、言教為緯，與家長共同努力去孕育勤奮樂觀、身心健康、情操高尚及終身學習的未來社會棟樑。

## 班級結構
在2024-2025學年，保良局馬錦明夫人章馥仙中學全校共有24班，中一至中六每級各四班。

## 校舍及設施
該校為一座第一代中學靈活式校舍，由瑞安建業承建，於1997年8月完工，共有八層，按樓層分佈有以下設施：
- 地下：校務處、禮堂、校園電視台工作室、兩個籃球場、兩個有蓋操場、小食部及飯堂
- 一樓：SAC(主要用作英文科活動)、教員室、會議室、設計與科技室、禮堂閣樓(供禮堂音響、燈光用途)及課室四間
- 二樓：視覺藝術室、電腦室(主要為新高中資訊及通訊科技教學用)、音樂室、學生會辦公室、家教會辦公室、多用途活動室及課室六間
- 三樓：圖書館及自修室、美術室、多媒體學習中心及課室六間
- 四樓：生物實驗室、地理室、副校長室及課室七間
- 五樓：IT支援及伺服器室、電腦輔助學習室、科學實驗室兩間及課室六間
- 六樓：化學實驗室、物理實驗室、教員室及課室六間
- 天台：空地(可作體育課後備用地)

值得一提的是，此校亦是全港最後一座展開上蓋施工的同類校舍，於1996年10月才開始興建首層樓板，而同期首批第二代靈活式校舍已於將軍澳新市鎮率先動工。

## 家長教師會
- 家長委員：
  - 主席：李燕婷
  - 副主席：馮潔儀
  - 文書：王穎
  - 康樂：朱昱、李寅賢
  - 商業活動監管委員會：蘇美芳、施秋景
  - 增選委員：余珮琪
- 教師委員：
  - 副主席：關詠賢
  - 財政：張錦輝
  - 文書：梁詠嫻
  - 康樂：鍾賽珠
  - 顧問：柯玉琼、鄭健華

## 歷屆校長/知名校友
- 邱何藹瓊
- 歐陽崇勳
- 劉達光
- 柯玉琼
- 何思懿：電視新聞記者
- 陳增強：香港中文大學物理系助理教授
- 李敏 (影視演員)：香港著名演員
- 樂瞳：香港著名演員、歌手
- 張惠雅：HotCha成員 / 獨立歌手

## 註解
1. ↑  依次為順德聯誼總會鄭裕彤中學、威靈頓教育機構張沛松紀念中學及基督教神召會梁省德小學

## 外部連結
- 保良局馬錦明夫人章馥仙中學 網站 （页面存档备份，存于）

1. ↑  1996年10月東涌市中心航空照片